# Sub Tuum de Bonis
Pour l’article homonyme, voir Sub tuum præsidium.
Sub Tuum, op. 132, est une œuvre de la compositrice Mel Bonis, datant de 1921.

## Composition
Mel Bonis compose son Sub Tuum, pour chœur de soprano et contralto avec orgue, en 1921. L'œuvre, dédiée à sa fille, est publiée en 1930 par les éditions P. Schneider. Elle est rééditée en 1998 par les éditions Armiane.

## Sources
- Étienne Jardin, Mel Bonis (1858-1937) : parcours d'une compositrice de la Belle Époque, 2020 (ISBN 978-2-330-13313-9 et 2-330-13313-8, OCLC 1153996478, lire en ligne)